# 通天河 (海南岛)
通天河 ，位于中国海南省东方市中部的新龙镇，发源于东方市境内的瞎牛岭，至新龙港入南海北部湾。旱年断流，中、下游两岸为平原地区。
通天河入大海边有座通天村，分上下两村。通天河成名应在明朝。清康熙年间的《感恩县志》山川卷中就记录了通天河之名。通天河入海口成为古时疍民捕渔杂居晒盐而渐渐形成一个渔市盐务码头古称“鹽（盐）汀港”后改通天港，`且此港常有商船停泊，感恩县便在此设“通天铺”征丁纳税进行管理。
2023年10月，东方市通天河河口砂质岸线生态保护修复项目通过交工验收，主要施工内容为整治修复侵蚀岸线，包含对侵蚀岸段进行补沙、建设挡沙堤及疏浚等，建成后将有效改善通天河河口口门淤积现状，提高沿岸区域抵御海洋灾害的能力，增加水体交换及纳潮量。
上游建有湾溪水库。1976年5月开工建设。河床溢流坝为浆砌石重力坝，长46米，两岸为均质土坝。1979年土坝按临时断面施工至设计高程。1982年续建，加高培厚土坝至设计高程。1989年续建溢流坝，但堰上闸墩闸门和北副坝均未建。现正常水位库容620万立方米。设计灌溉面积933公顷，现有干渠长12公里，支渠长14公里。现灌溉面积360公顷。大广坝水利水电工程高干渠灌溉系统大田分干渠给该水库补水。业主单位为东方市水务局湾溪水库管理所。